# B-Limit.
B-Limit.（ビーリミット）は、スターブリッジプロモーションとAIM所属のアイドルグループ。

## メンバー
- 川又静香（かわまた しずか、1988年6月8日、O型、秋田県出身）
- 深侶ひろみ（みろ ひろみ、1992年11月16日、A型、三宅島出身）
- 谷川えりか（たにかわ えりか、8月12日、O型、神奈川県出身）[1]

### 元メンバー
- 柏木友梨（かしわぎ ゆり、1991年4月19日、B型、秋田県出身）
- 白岩英里子（しらいわ えりこ、1986年11月3日、O型、埼玉県出身 ）
- 桜小町（さくら こまち、1992年12月7日、A型、東京都出身）
- 上山紗奈（かみやま さな、1988年8月23日、O型、石川県出身）

## グループの歴史
- 2010年9月、巨乳アイドルグループKNU23に嫉妬した貧乳アイドル達が裏KNUとも言えるBNU∞（微乳）というグループを構想（ライブでは「美乳」「美脚」「美人」というコンセプトとの紹介あり）。
- 2011年2月にグループ名をB-Limit.（Bカップが限界…ではなく「時間に限りがある、期間限定」のLimitだそうである）と変更してメンバーも固定され本格始動。
- 初期メンバー、柏木友梨・白岩英里子が脱退し、一時期は川又静香一人で活動。
- その後、桜小町、上山紗奈が加入・脱退。
- 深侶ひろみ・谷川えりかが加入。
- 方向性の違いにより2012年10月いっぱいで解散。

## 楽曲
- GENIE(カバー)
- 好きすぎてバカみたい(カバー)
- LIMIT(オリジナル)

## 出演

### LIVE
- 渋谷アイドルフェスティバル2 渋谷O-WEST 2月27日（土）
- GIRLS BRAVO! 57,58 渋谷ルイードK2 3月27日(日)
- 川崎クラブチッタ 4月25日(月)
- 秋葉原PENTAGON 5月14日(土) 川又静香・柏木友梨２名での変則ユニット
- 渋谷ルイードK2 6月25日(土)
- 川崎クラブチッタ 7月13日(水)
- 大塚ディーパ 7月24日(日)

### MEDIA
- 岸田健作アワー笑っていんじゃん！ 4月19日(火)21:00
- B-LIMITのロケットチャレンジャー[2]